# Associazione Sportiva Fanfulla 1928-1929
Questa pagina raccoglie le informazioni riguardanti l'Associazione Sportiva Fanfulla nelle competizioni ufficiali della stagione 1928-1929.

## Stagione
Ottimo il comportamento della squadra fanfullina alla sua prima stagione in Prima Divisione.

## Rosa
| N. |                   | Ruolo | Calciatore           |
| -- | ----------------- | ----- | -------------------- |
|    | Italia (bandiera) | P     | Giovanni De Carli    |
|    | Italia (bandiera) | D     | Francesco Bonazzetti |
|    | Italia (bandiera) | D     | Bassano Brunati      |
|    | Italia (bandiera) | D     | Guido Castoldi       |
|    | Italia (bandiera) | D     | Silvio Corbellini    |
|    | Italia (bandiera) | D     | Mario Salvatori      |
|    | Italia (bandiera) | C     | Gaetano Biasini      |
|    | Italia (bandiera) | C     | Atene Caleffa        |
|    | Italia (bandiera) | C     | Bruno Cescon         |

| N. |                   | Ruolo | Calciatore            |
| -- | ----------------- | ----- | --------------------- |
|    | Italia (bandiera) | C     | Antonio Dotti         |
|    | Italia (bandiera) | C     | Gino Uggè             |
|    | Italia (bandiera) | A     | Giovanni Arosio       |
|    | Italia (bandiera) | A     | Giuseppe Canevara     |
|    | Italia (bandiera) | A     | Caio Cappellini       |
|    | Italia (bandiera) | A     | Pietro Chiesa         |
|    | Italia (bandiera) | A     | Francesco Filippini   |
|    | Italia (bandiera) | A     | Otello Subinaghi (II) |
|    | Italia (bandiera) | A     | Giordano Valenti      |

## Statistiche

### Statistiche dei giocatori
| Giocatore     | Prima Divisione | Prima Divisione |
| Giocatore     | Presenze        | Reti            |
| ------------- | --------------- | --------------- |
| G. Biasini    | ?               | 1               |
| G. Canevara   | ?               | 6               |
| C. Cappellini | ?               | 1               |
| P. Chiesa     | ?               | 14              |
| F. Filippini  | ?               | 4               |
| O. Subinaghi  | ?               | 16              |
| G. Valenti    | ?               | 10              |
| [[.]]         | ?               | 0               |
| [[.]]         | ?               | 0               |